# Allocosa tremens
Allocosa tremens är en spindelart som först beskrevs av O. Pickard-Cambridge 1876.  Allocosa tremens ingår i släktet Allocosa och familjen vargspindlar. Inga underarter finns listade i Catalogue of Life.